# Сжигающая страсть: История Маргарет Митчелл
«Сжига́ющая страсть: Исто́рия Ма́ргарет Ми́тчелл» (англ. A Burning Passion: The Margaret Mitchell Story) — американская биографическая драма 1994 года телевизионного режиссёра Ларри Пирса о славе и известности знаменитой американской писательницы Маргарет Митчелл, пришедших после написания и выхода в свет бестселлера «Унесённые ветром». В главной роли — звезда молодёжного телесериала «Беверли-Хиллз, 90210» Шеннен Доэрти.
Премьера состоялась 7 ноября 1994 года в США.

## Сюжет
С детства Маргарет имела представление, кем она станет, когда вырастет. Ей казалось, что она будет одной из респектабельных дам с юга, как и её мать Май Белль. Маргарет хочет стать писателем, но феминистка-мать настаивает на профессии женщины-врача. Май Белль оказывает слишком большое давление на дочь, заставляя становиться лучшей во всём. Это приводит к тому, что дочь никогда не может удовлетворить мать. Когда Маргарет повзрослела и превратилась в юную леди, все мальчики вокруг горят желанием с ней подружиться. Но девушка положила глаз на красавчика Клиффорда.
Они влюбляются друг в друга, но их отношения обрываются, когда Клифф уходит на Первую Мировую войну. По настоянию матери, Маргарет отправляется в Смитский колледж в штате Массачусетс, где изучает медицину. Она ненавидит это занятие и думает о том, как бы снова воссоединиться с любимым. Получив сообщение о том, что Клиффорд погиб в результате немецкой бомбардировки, девушка впадает в отчаяние. После смерти матери от великой пандемии «испанского» гриппа, она возвращается на родину, в Атланту.
Она устраивается на работу в газету «Атланта Джорнал», став вскоре ведущим репортёром. Она желает стать членом клуба для богатых людей и войти в высшее общество. На одном из приёмов она буквально шокирует окружающих своим танцем. К ней сразу же подбивают клинья Рэд и страховой агент Джон Марш. Она не слишком впечатлена от бабника Рэда, зная, что он зарабатывает себе на жизнь контрабандой. Однако, неприязнь превращается в любовь, и парочка прожигает свои лучшие дни в стиле джаза.
Пара объявляет о помолвке, но семья Маргарет против. Их брак беспокоит всех с самого начала. Маргарет опасается за свою жизнь, и не расстаётся с пистолетом. Рэд обещает бросить работу. Маргарет решает больше работать в газете и становится интервьюером, но редактору не слишком нравятся её успехи. Работа позволяет набраться хорошего опыта, и Маргарет становится неплохим журналистом.
Рэд отправляется в Техас, а Маргарет решает сосредоточиться на карьере. Он возвращается спустя семь месяцев и начинает ревновать жену к старому приятелю Джону Маршу. Он устраивает скандал с рукоприкладством. Джон даёт ему денег, чтобы он уезжал и никогда не возвращался, а Маргарет — ружьё, чтобы защитить себя, если всё же Рэд будет к ней приставать. Маргарет и Джон начинают встречаться.
В это время она начинает работать над своим первым романом «Унесённые ветром». Когда он издается, то приобретает огромный успех. Деньги и слава кружат ей голову и на некоторое время в отношениях супругов появляется разлад. Когда Маргарет ожидает этого меньше всего, в её жизни вновь появляется Рэд и просит перемирия. Он объявляет, что в ближайшее время женится. Фильм заканчивается сообщением, что Рэд немногим позже покончил жизнь самоубийством, а Маргарет попала под колёса автомобиля, отчего скончалась.

## В ролях
- Шэннен Доэрти — Маргарет Митчелл
- Дейл Мидкифф — Ред
- Мэтт Малхерн — Джон Марш
- Энн Уэджуорт — миссис О’Флаэрти
- Морган Вайссер — Клиффорд
- Ру МакКлэнахан — бабушка Стивенс
- Робин Маллинз — Медора
- Беатрис Буш — Бэсси
- Шеннон Юбанкс — миссис Кавкарт
- Эми Буш — Лиз Кавкарт
- Джоэнн Панкоу — миссис Пинчот
- Джон Кларк Гейбл — офицер Терри

## Интересные факты
- Шеннен Доэрти изначально планировалась на роль Маргарет Митчелл. Для того, чтобы правдивее сыграть знаменитую писательницу, актриса прочитала ряд биографических книг о ней и посмотрела фильм «Унесённые ветром»[2]
- Сюжетные линии фильма немного отличаются от настоящей жизни Маргарет Митчелл. Так, например, в фильме говорится, что Рэд покончил жизнь самоубийством, на самом же деле его убили, после чего они с Джоном Маршем поженились
- Съёмки проходили в Лос-Анджелесе, Калифорния, и в Северной Каролине, США[3] в период с августа по сентябрь 1994 года[4]
- Джон Кларк Гейбл, сыгравший армейского офицера Терри, является сыном актёра Кларка Гейбла, исполнителя главной роли Ретта Батлера в фильме «Унесённые ветром»
- Морган Вайссер, исполнивший роль первой любви Клиффорда, снимался в сериале «Зачарованные», где главную роль играет Шеннен Доэрти
- Детям до 13 лет просмотр фильма не желателен[5]

## Критика и отзывы
Фильм был высоко оценен критиками, в особенности игрой Шеннен Доэрти с южным акцентом. На сайте «Rottentomatoes» он имеет 57 % голосов из 77 голосовавших

## Премьера фильма
Премьера состоялась 7 ноября 1994 года, за 6 дней до премьеры «Скарлетт», продолжения «Унесённых ветром»